# Fatubossa (Aldeia)
Fatubossa ist eine osttimoresische Aldeia im Suco Fatubossa (Verwaltungsamt Aileu, Gemeinde Aileu). 2015 lebten in der Aldeia 265 Menschen.

## Geographie
Fatubossa liegt im Norden des Sucos Fatubossa. Südlich befinden sich die Aldeias Coulau und Liclaucana. Im Osten grenzt die Aldeia Fatubossa an den Suco Lahae, im Norden an den Suco Bandudato und im Westen an den Suco Liurai. Die Nordgrenze bildet der Ormoi, der beim Ort Fatubossa in den Daisoli mündet, einem Nebenfluss des Nördlichen Laclos, der entlang der Westgrenze der Aldeia verläuft.
Durch die Nordwestspitze der Aldeia Fatubossa führt die Überlandstraße von Aileu nach Maubisse. Entlang der abzweigenden Straße, die in den Süden des Sucos führt, gruppieren sich die Häuser des Ortes Fatubossa (Meereshöhe: 1253 m), wobei die Besiedlung sehr locker ist.

## Politik
2023 wurde Armindo Castro zum Chefe de Aldeia gewählt.

## Einrichtungen
Auf Seiten des Sucos Fatubossas befinden sich alle wichtigen Einrichtungen des Ortes. Dazu gehören die Grundschule (portugiesisch Escola Básico) Laclo und die Katholische Grundschule (portugiesisch Escola Básico Católico) Daisoli, die Klinik Fatubossa und das Hospital Daisoli und im Süden die Capela Santo João Batista (deutsch Kapelle von heiligen Johannes dem Täufer).